# Microsoft Download Manager
 (février 2025).
Microsoft Download Manager était un gestionnaire de téléchargement simple pour Windows publié par Microsoft en 2011. Il prend en charge le téléchargement de fichiers via HTTP et HTTPS et est utilisable dans plusieurs langues,. Un critique de Softpedia a critiqué le programme, notant des fonctionnalités manquantes par rapport à d'autres gestionnaires de téléchargement.